# 馬克圖姆家族
馬克圖姆家族（آل مكتوم，Āl Maktūm）是統治杜拜酋長國的家族，與統治阿布達比的納哈揚家族同屬於巴尼亞斯部族。馬克圖姆家族自從1833年起即統治杜拜。

## 杜拜統治者
1. 馬克圖姆·本·布提（1833–1852）
2. 賽義德·本·布提（1852–1859）
3. 哈舍·本·馬克圖姆（1859–1886）
4. 拉希德·本·馬克圖姆（1886–1894）
5. 馬克圖姆·本·哈舍·阿勒馬克圖姆（1894–1906）
6. 布提·本·蘇哈伊·阿勒馬克圖姆（1906–1912）
7. 賽義德·本·馬克圖姆·阿勒馬克圖姆（1912–1958）
8. 拉希德·本·赛义德·阿勒马克图姆（1958–1990）
9. 马克图姆·本·拉希德·阿勒马克图姆（1990–2006）
10. 穆罕默德·本·拉希德·阿勒马克图姆（2006–）